# Mads Olsen
Mads Bruun Buch Olsen (født 12. februar 2002 i Roskilde) er en dansk student og politiker, der er medlem af Folketinget for Socialistisk Folkeparti i Sjællands Storkreds, hvor han 1. december 2024 overtog mandatet fra Jacob Mark.
Mads Olsen er samfundsvidenskabelig student fra Roskilde Katedralskole i 2022 og har siden arbejdet som studietidsmentor ved Roskilde Katedralskole 2022-2023, som lærervikar på Østervangsskolen i Roskilde 2023-2024 og som butiksassistent i Søstrene Grene i 2024.
Han begyndte sit politiske engagement i SF Ungdom, hvor han 2021-2023 var medlem af landsledelsen. I 2022 blev han opstillet til Folketinget for SF i Sjællands Storkreds. Ved folketingsvalget i 2022 fik han 943 personlige stemmer og blev sit partis 1. stedfortræder i storkredsen. Han var midlertidigt medlem af Folketinget 30. november 2023-30. juli 2024 som stedfortræder for Jacob Mark og igen 31. juli 2024-30. november 2024 som stedfortræder for Astrid Carøe.
Han var ordfører for fgu (2023-2024), psykologhjælp til unge (2023-2024), iværksætteri (i 2024), ungdom (i 2024), transport (fra 2024), udlændinge (fra 2024) samt indfødsret og integration (begge 2023-2024 og igen fra 2024).